# Theridion kraussi
Espèce
Theridion kraussi est une espèce d'araignées aranéomorphes de la famille des Theridiidae.

## Distribution
Cette espèce est endémique des Fidji. Elle se rencontre sur Viti Levu.

## Description
La femelle holotype mesure 4,58 mm.

## Étymologie
Cette espèce est nommée en l'honneur de Noel Louis Hilmer Krauss (1910-1996).

## Publication originale
- Marples, 1957 : Spiders from some Pacific islands, II. Pacific Science, vol. 11, no 4, p. 386-395 (texte intégral).